# Otto Heinrich Volger
Otto Heinrich Volger (* 24. August 1676 (?) in Hannover; † 2. August 1725 ebenda) war von 1713 bis 1725 Bürgermeister von Hannover.

## Leben
Aus der seit 1313 in Hannover bekannten Kaufmannsfamilie Volger stammend, war Otto Heinrich Sohn eines städtischen Riedemeisters. Er studierte ab 1699 an der Universität Jena.
Nach seiner Rückkehr nach Hannover wurde er 1706 zunächst Magistratssekretär und bekleidete von 1710 bis 1712 das Amt des Vizesyndikus. 1713 wurde er zum Bürgermeister gewählt. Ab 1722 war er außerdem als Konsistorialrat tätig. Zu seinen wichtigsten Amtshandlungen als Bürgermeister zählte eine Reform des lokalen Schulwesens. Seine Amtszeit endete mit dem Tod im Jahre 1725.

## Ehrungen
- Ein schon um 1700 vorhandener Weg durch das Steintorfeld wurde 1830 Volgerswinkel und 1845 in Volgersweg benannt.[2]
- Der 1851 nach der Familie benannte Neue Volgersweg (zuvor ebenfalls Volgerswinkel) in der Oststadt wurde 1852 in Gartenstraße umbenannt, laut den Hannoverschen Geschichtsblättern von 1914 „vermutlich nach den dortigen Gärten“.[3]
- Die 1957 in Wülfel angelegte Völgerstraße wurde benannt „nach dem Patrizier Otto Völger, Freund des Pastors an der Marktkirche Rupert Erythropel (Adr. 1958), der nach einer Überlieferung während der Pest 1598 für tot gehalten wurde und den Magister Erythropel beim nochmaligen Öffnen des Sarges mit den Worten begrüßt haben soll »Kuck! Guden Dag, Herr Magister!«, jedoch ist zur Zeit Erythropels kein Träger des Vornamens »Otto« in der Familie Volger bekannt“.[4]